# Eugeniusz Pohl
Eugeniusz Pohl, w latach 1933–1948 Egon Pohl (ur. 19 czerwca 1933 w Królewskiej Hucie, zm. 2 maja 1999 w Chorzowie) – polski piłkarz, trener.
Pohl był wychowankiem Ruchu Chorzów, w którym występował w latach 1948–1953 i trzykrotnie zdobył mistrzostwo Polski (1951, 1952, 1953). W 1953 roku otrzymał powołanie do wojska i służbowe oddelegowanie do Legii Warszawa, dla której wystąpił w dwóch listopadowych spotkaniach o Puchar Polski oraz dwóch meczach ligowych sezonu 1954. Po zakończeniu służby wojskowej wrócił do Ruchu Chorzów, w którym od 1957 roku pełnił funkcję kapitana drużyny przez siedem lat. Wystąpił w pełnym wymiarze czasowym we wszystkich dwudziestu dwóch spotkaniach ligowych sezonów 1958, 1959, 1960 oraz dwudziestu sześciu sezonu 1961. W sezonie 1956 oraz 1962/1963 zdobył wicemistrzostwo, zaś w sezonie 1960 po raz czwarty w karierze został mistrzem Polski.
W 1969 roku pełnił w duecie z Hubertem Palą funkcję trenera Ruchu Chorzów. Pohl był z wykształcenia technikiem mechanikiem oraz starszym bratem Józefa.

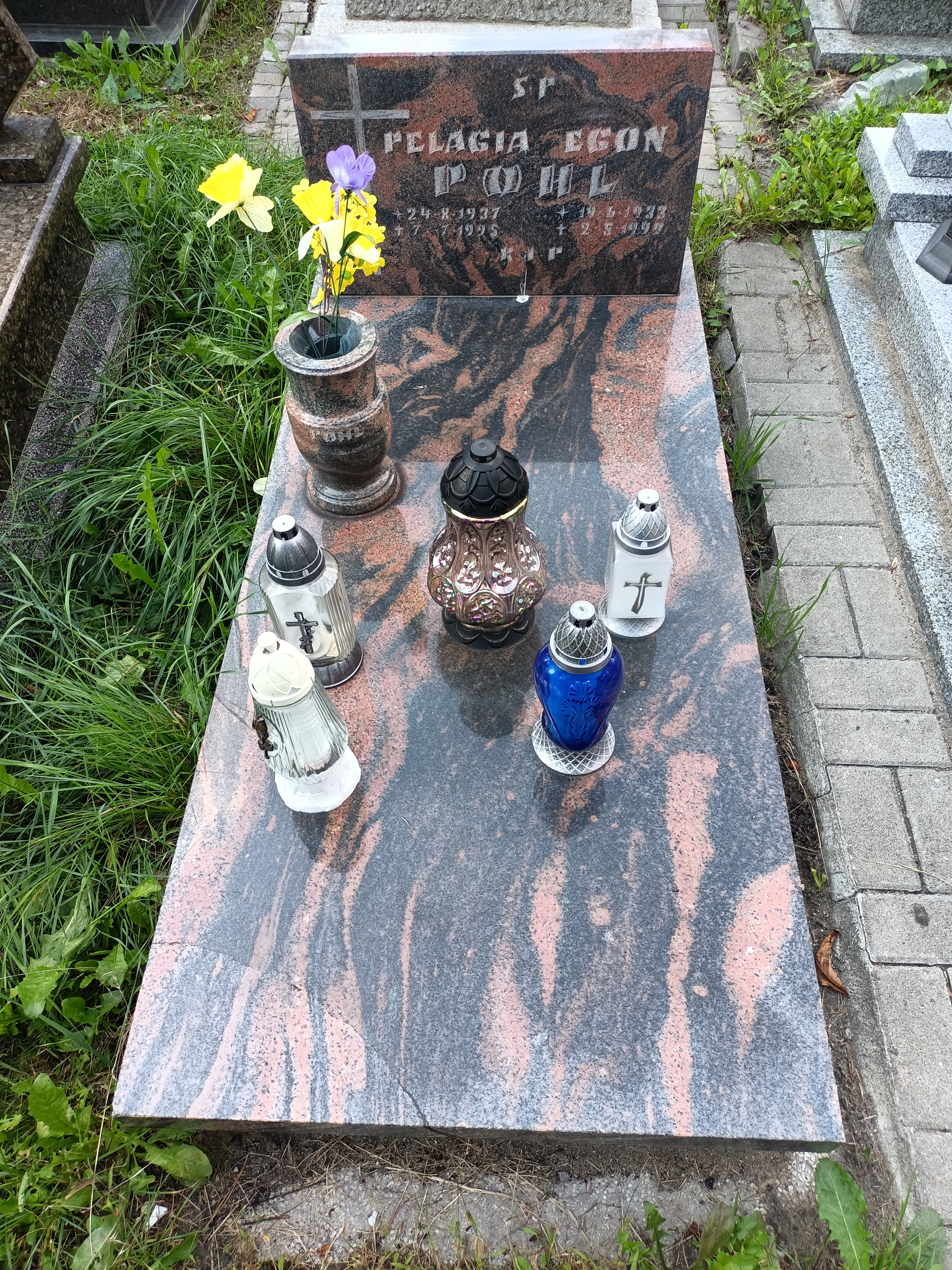
Grób Eugeniusza Egona Pohla